# Doktor Proktors Pupspulver
Doktor Proktors Pupspulver ist das erste Kinderbuch des norwegischen Autors Jo Nesbø und wurde im Jahr 2007 zunächst unter dem Titel „Doktor Proktors Prompepulver“ veröffentlicht.

## Handlung
Die Geschichte handelt von Lise, der Tochter des Kommandanten der Festung Akershus in Oslo, und Bulle, ihrem neu zugezogenen Nachbarn, mit dem sie sich anfreundet. Im Haus neben den beiden lebt der als verrückt geltende Erfinder Doktor Proktor, der mit Hilfe des von ihm erfundenen „Pupspulvers“ Astronauten der NASA billig auf den Mond schießen will. Das Pulver weckt jedoch auch das Interesse eines Gauners und seiner Zwillingsjungen Truls und Trym. Darüber hinaus wird in der Geschichte viel Karamellpudding gegessen, Musik für den norwegischen Nationalfeiertag geübt, und eine in der Kanalisation lebende Anakonda bekommt eine späte Rache.

## Rezeption
In der Frankfurter Allgemeine Zeitung zeigt sich Fridtjof Küchemann sehr angetan von dem Buch. Er bezeichnet das Buch als ein Meisterstück spinnerter Kinderliteratur, von Per Dybvig wunderbar widerborstig illustriert, das Nesbø als Spannungsprofi und verspielten Ironiker zeigt.

## Hörbuch
- Jo Nesbø: Doktor Proktors Pupspulver und weitere großartige Erfindungen, Hörverlag, ISBN 978-3844509878

## Film
Unter dem gleichen Titel wie das Buch wurde die Geschichte mit u. a. Kristoffer Joner und Anke Engelke verfilmt und startete am 15. Januar 2015 in den deutschen Kinos. Die Veröffentlichung auf Blu-ray Disc und VoD folgte am 7. August 2015. Die Spezialeffekte wurden von Pixomondo gemacht; FSK: ab 0 freigegeben.